# رقيب الشمس مدبب الأزهار
رقيب الشمس مدبب الأزهار (باللاتينية: Heliotropium acutiflorum) نوع نباتي يتبع جنس رقيب الشمس من الفصيلة الحِمحِمية.

## الوصف النباتي
نبات حولي قائم. أوراقه عادة ذات عروق غائرة في الوجه العلوي وبارزة في الوجه السفلي، والنورة انتهائية عنقودية ملتفة على شكل ذنب العقرب، والأزهار غالباً لاطئة، تتفتح في الربيع. والثمرة بنيدقة (بالإنجليزية: Nutlet)‏. النبات سام.